# Augusto Recife
Augusto de Oliveira da Silva, mais conhecido como Augusto Recife (Joaquim Nabuco, 3 de agosto de 1983), é um ex-futebolista brasileiro que atuava como volante.

## Carreira

### Cruzeiro
Sua carreira profissional começou no Cruzeiro em 2001, atuando nesse time até 2004, quando foi para o Internacional em 2005. Nesse mesmo ano foi contratado para jogar no Flamengo, onde permaneceu por um ano, após o qual retornou ao Cruzeiro em 2006.
Foi no Cruzeiro que conquistou a Tríplice coroa, sendo o único clube brasileiro a conquistar no mesmo ano o Campeonato Estadual, Copa do Brasil e Campeonato Brasileiro no ano de 2003.

### Internacional
Em janeiro de 2005, é anunciado como reforço do time Gaúcho. O atleta, que veio a base de troca pelo volante Marabá, assinou contrato de um ano com o Colorado.
| “ | O Inter é um clube com uma grande estrutura. Venho com a intenção de mostrar meu futebol e conquistar títulos", afirmou o volante durante sua apresentação na sala de Imprensa do Estádio Beira-Rio. | ” |

Contratado sem o aval do técnico Muricy Ramalho, o atleta não está atuando pelo Colorado e não é relacionado nem para o banco de reservas. Não aproveitado, é emprestado ao Flamengo em julho de 2005.

### Flamengo
Após poucas chances no Internacional, é anunciado como reforço por empréstimo até o fim do ano. Sobre a sua rápida e apagada passagem pelo clube Gaúcho, ele comentou:"Não tive uma seqüência. O time começou o ano mal e depois eu fiquei fora. Quando o time engrenou, não tive mais oportunidade". Chega para assumir a vaga de Da Silva que foi vendido a um clube Japonês.
| “ | Temos estilos parecidos, mas Da Silva é Da Silva e Recife é Recife. Vim para mostrar meu futebol e posso prometer muita raça. Me falaram que o elenco tem qualidade e quero ajudar. Jogar aqui no Flamengo é a minha grande chance. | ” |

### Santa Cruz
Chegou no ano de 2006, para a disputa da Série A. E ao final do ano deixa a equipe que sofre um processo de desmanche, após péssima campanha do tricolor do Arruda no Brasileiro de 2006. O jogador, que estava no time por empréstimo, retorna agora ao Cruzeiro, dono de seus direitos federativos.
| “ | Teve uma reunião e ficou decidido que com o Santa Cruz já rebaixado não teria porque eu ficar mais – explicou o atleta. Dessa forma, o jogador receberá seus três meses de salários atrasados do clube mineiro. – O acerto não será feito pelo Santa Cruz. Os atrasados serão pagos pelo Cruzeiro. E sobre o rebaixamento completou dizendo que o clima é dos piores. Ninguém quer ser rebaixado. Só que, apesar disso, tem muita gente boa no time e eles estão cientes dos problemas enfrentados. É uma pena, mas paciência. Agora é bola pra frente – lamentou. | ” |

### Ipatinga
Em fevereiro de 2007, é anunciado como reforço do Ipatinga até o fim do ano. O jogador que pertence ao Cruzeiro, chega por empréstimo gratuito. O atleta ficou no Ipatinga até o fim de 2008, o clube e o jogador entraram em acordo amigável para definir a rescisão contratual, causada alto salário do jogador que estavam acima dos padrões do clube. Após Ipatinga teve uma breve passagem pelo Náutico.

### Botafogo-SP
Chega ao Botafogo-SP para a disputa do Campeonato Paulista de 2009. Após rápida passagem no clube de Ribeirão Preto, deixa o clube a vai jogar no ABC-RN.

### ABC
Em julho de 2009, é contratado pelo ABC-RN. O jogador chega ao clube de Natal com assinatura de contrato de um ano e para disputar o restante da Série B. Mesmo com os esforços da diretoria nas contratações, o Alvinegro Potiguar não engrena e é rebaixado para a Série C.

### Botafogo-SP
Volta ao Botafogo-SP, clube que já havia jogado o Campeonato Paulista de 2009. Após descenso do ABC-RN para a Série C, Augusto Recife é contratado para atuar pela segunda vez no clube de Ribeirão Preto.

### São Caetano
Em maio de 2010, é anunciado como reforço do Azulão para a disputa da Série B. Em sua apresentação no clube disse:
| “ | Um elenco forte e um projeto ambicioso. Não tive o que pensar. Venho para o São Caetano com a missão de ajudar o grupo no acesso. Sempre vi o clube na vitrine e ele vai voltar ainda mais forte no Brasileiro. Fiz um bom Estadual e sei do potencial do São Caetano”, declarou Augusto Recife que, curiosamente, conquistou recentemente o Troféu de Campeão do Interior pelo Botafogo-SP contra o novo clube. | ” |

### Joinville
Após não ter contrato renovado com o São Caetano, é contratado pelo Joinville em dezembro de 2012 por um contrato de dois anos.
Em janeiro de 2014, rescinde com o JEC. A justificativa é a de que o jogador não se encaixa ao novo padrão de jogo desejado para 2014, de um futebol mais dinâmico.
| “ | Fui feliz aqui, mas não conseguimos o principal objetivo no ano passado. Só tenho a agradecer o carinho de todos, declarou o volante. | ” |

### Paysandu
Em janeiro de 2014, é contratado pelo Paysandu para disputar as competições do clube no ano. Já havia enfrentado o Papão da Curuzu em 2003, quando atuava pelo Cruzeiro na final da Copa dos Campeões. 
| “ | Eu percebi naqueles jogos da Copa dos Campeões que o Paysandu tem muita força dentro de casa, e tem uma torcida que empurra os jogadores a todo o momento dentro de campo. Tive outras oportunidades de jogar contra o Paysandu depois dessa decisão, ainda com o Cruzeiro, onde a nossa equipe possuía uma boa sequência de jogos sem derrotas e a gente acabava saindo daqui derrotados. Não é fácil jogar contra o Paysandu, e a gente precisa tirar um bom proveito disso, declarou o volante. | ” |

Aposentadoria
Anúnciou sua aposentadoria dos gramados no dia 12 de dezembro de 2024 aos 41 anos, seu ultimo clube foi o Estrela do Norte Futebol Clube. 

## Títulos
Cruzeiro
- Supercampeonato Mineiro: 2002
- Copa Sul Minas: 2002
- Campeonato Mineiro: 2003, 2004, 2006
- Copa do Brasil: 2003
- Campeonato Brasileiro: 2003
- Seleção Mineira do Século XXI - Rádio CBN 106.1

Internacional
- Campeonato Gaúcho: 2005

Botafogo-SP
- Campeonato Paulista do Interior: 2010

Paysandu
- Taça Cidade de Belém: 2016
- Campeonato Paraense: 2016, 2017
- Copa Verde: 2016